# Gridley, Kalifornien
Gridley är en stad (city) i Butte County, i delstaten Kalifornien, USA. Enligt United States Census Bureau har staden en folkmängd på 6 593 invånare (2011) och en landarea på 5,4 km².